# Mantisgebia multispinosa
Mantisgebia multispinosa is een tienpotigensoort uit de familie van de Upogebiidae. De wetenschappelijke naam van de soort is voor het eerst geldig gepubliceerd in 2013 door Liu & Liu.

## Voorkomen
De soort is aangetroffen in de Zuid-Chinese Zee.